# Theo van de Sande
Pour les articles homonymes, voir Sande.
Theodorus Amandus Maria van de Sande — né le 10 mai 1947 à Tilbourg (Brabant-Septentrional) — est un directeur de la photographie néerlandais (membre de l'ASC), connu comme Theo van de Sande.

## Biographie
De 1966 à 1970, Theo van de Sande étudie à l'Académie Néerlandaise du Film (en) d'Amsterdam (Nederlandse Film Academie en néerlandais, abrégée NFA). Il débute durant cette période comme chef opérateur sur le film néerlandais Drop-out de Wim Verstappen, sorti en 1969.
Suit une soixantaine d'autres films, dont L'Assaut de Fons Rademakers (1986, avec Derek de Lint et Monique van de Ven), récompensé en 1987 par l'Oscar du meilleur film en langue étrangère.
Depuis Izzy et Sam de Joan Micklin Silver (1988, avec Amy Irving et Peter Riegert), il mène une partie de sa carrière aux États-Unis et devient en 1991 membre de l'American Society of Cinematographers (ASC). Parmi ses films américains suivants, citons Wayne's World de Penelope Spheeris (1992, avec Mike Myers et Dana Carvey), Blade de Stephen Norrington (1998, avec Wesley Snipes et Stephen Dorff), Crimes et Pouvoir de Carl Franklin (2002, avec Ashley Judd et Morgan Freeman) et Homefront de Gary Fleder (2013, avec Jason Statham et James Franco), son dernier film à ce jour.
S'ajoutent douze documentaires sortis entre 1979 et 2011.
À la télévision, à partir de 1974 et jusqu'en 2015, Theo van de Sande dirige les prises de vues sur huit téléfilms et neuf séries.
Mentionnons les séries Profiler (deux épisodes, 1998) et October Road (cinq épisodes, 2007), ainsi que deux téléfilms réalisés par Mick Jackson, Morrie : Une leçon de vie (1999, avec Jack Lemmon et Hank Azaria) et L'Enfant du secret (2008, avec Emily Watson et Dermot Mulroney).

## Filmographie partielle

### Cinéma
Films néerlandais
- 1969 : Drop-out de Wim Verstappen
- 1974 : Dakota de Wim Verstappen
- 1979 : Mijn vriend de Fons Rademakers
- 1982 : Van de koele meren des doods de Nouchka van Brakel
- 1983 : L'Illusionniste (De illusionist) de Jos Stelling
- 1985 : De ijssalon de Dimitri Frenkel Frank
- 1986 : L'Assaut (De aanslag) de Fons Rademakers
- 1986 : L'Aiguilleur (De wisselwachter) de Jos Stelling

Films américains
- 1988 : Izzy et Sam (Crossing Delancey) de Joan Micklin Silver
- 1988 : Appel d'urgence (Miracle Mile) de Steve De Jarnatt
- 1989 : East Side Story (Rooftops) de Robert Wise
- 1990 : Le Premier Pouvoir (The First Power) de Robert Resnikoff
- 1991 : Body Parts d'Eric Red
- 1991 : Big Girls Don't Cry... They Get Even de Joan Micklin Silver
- 1991 : Ce cher intrus (Once Around) de Lasse Hallström
- 1991 : Eyes of an Angel de Robert Harmon
- 1992 : Wayne's World de Penelope Spheeris
- 1994 : Exit to Eden de Garry Marshall
- 1997 : Max zéro malgré lui (Bushwhacked) de Greg Beeman
- 1997 : Volcano de Mick Jackson
- 1998 : Blade de Stephen Norrington
- 1999 : Sexe Intentions (Cruel Intentions) de Roger Kumble
- 1999 : Big Daddy de Dennis Dugan
- 2000 : Little Nicky de Steven Brill
- 2002 : Crimes et Pouvoir (High Crimes) de Carl Franklin
- 2003 : Out of Time de Carl Franklin
- 2004 : Les Ex de mon mec (Little Black Book) de Nick Hurran
- 2005 : Une famille 2 en 1 (Yours, Mine and Ours) de Raja Gosnell
- 2005 : Beauty Shop de Bille Woodruff
- 2008 : Papa, la Fac et moi (College Road Trip) de Roger Kumble
- 2009 : The Hole de Joe Dante
- 2010 : Copains pour toujours (Grown Ups) de Dennis Dugan
- 2011 : Le Mytho (Just Go with It) de Dennis Dugan
- 2013 : Amour et honneur de Danny Mooney
- 2013 : Copains pour toujours 2 (Grown Ups 2) de Dennis Dugan
- 2013 : Homefront de Gary Fleder

Autres
- 1977 : Soleil des hyènes de Ridha Béhi (film tunisien)
- 1979 : Kasper in de onderwereld de Jef van der Heyden (film belge)
- 1994 : Les hirondelles ne meurent pas à Jérusalem de Ridha Béhi (film tunisien)

### Télévision
Séries
- 1997 : The Practice : Bobby Donnell et Associés (The Practice)
  - Saison 1, épisode 1 Intégrité (Pilot) de Mick Jackson
- 1998 : Profiler
  - Saison 2, épisode 15 Point de rupture (Breaking Point) et épisode 16  Obsession médiatique (Lethal Obsession)
- 2007 : The Riches
  - Saison 1, épisode 1 La Rupture (Pilot) de Carl Franklin et Peter O'Fallon
- 2007 : October Road
  - Saison 1, épisode 2 Retour de bâton (The Pros and the Cons of Upsetting the Applecart) de Gary Fleder, épisode 3 Leçon de séduction (Tomorrow's So Far Away) de Gary Fleder, épisode 4 Rendez-vous cachés (Secrets and Guys) de Michael Schultz, épisode 5 Les Yeux grands fermés (Forever Until Now) de David Paymer et épisode 6 Fenêtres de l'amitié (Best Friends Windows) de Gary Fleder
- 2010 : Happy Town
  - Saison unique, épisode 1 Un petit coin de paradis (In This Home or Ice) de Gary Fleder et épisode 2 L'Étage interdit (I Came to Haplin for the Waters) de Gary Fleder

Téléfilms
- 1999 : Morrie : Une leçon de vie (Tuesdays with Morrie) de Mick Jackson
- 2008 : L'Enfant du secret (The Memory Keeper's Daughter) de Mick Jackson